# Jožef Smej

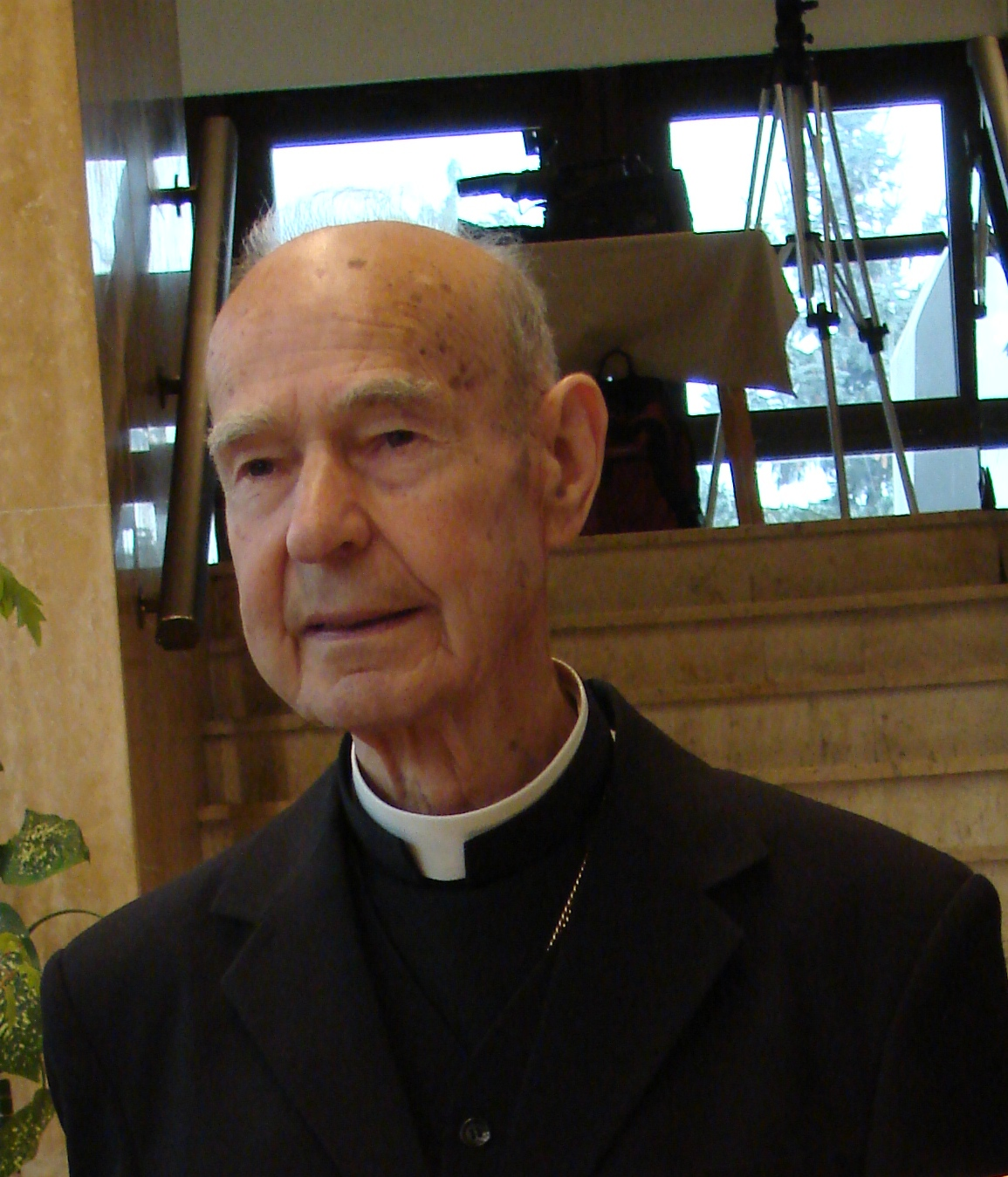
Jožef Smej (2009)

 Jožef Smej (* 15. Februar 1922 in Bogojina, Königreich der Serben, Kroaten und Slowenen; † 21. November 2020 in Lenart, Slowenien) war ein jugoslawischer bzw. slowenischer römisch-katholischer Geistlicher, Theologe, Schriftsteller, Dichter, Übersetzer, Forscher und Kirchenhistoriker sowie Weihbischof in Maribor.

## Leben
Jožef Smej studierte zunächst Medizin, wechselte dann 1941 an das Theologische Kolleg in Maribor und studierte Theologie im Szombathely. Er wurde am 8. Dezember 1944 zum Priester der Diözese Maribor geweiht. Er arbeitete von 1944 bis 1948 als Kaplan in Dokležovje, Dobrovnik und Turnišče. In der Zwischenzeit diente er 13 Monate in der Armee in Zagreb. Er war erster Kaplan und später Pastor und Dekan in Murska Sobota. 1969 zog er nach Maribor, wo er Kanoniker und Dompropst des Kathedralkapitels war. 1976 wurde er in Kirchengeschichte promoviert. 1980 wurde er Generalvikar.
Smej wurde am 15. April 1983 zum Weihbischof in Maribor sowie zum Titularbischof von Tzernicus ernannt. Der Apostolische Pro-Nuntius in Jugoslawien, Erzbischof Michele Cecchini, spendete ihm am 23. Mai desselben Jahres die Bischofsweihe; Mitkonsekratoren waren Franc Kramberger, Bischof von Maribor, und Alojzij Šuštar, Erzbischof von Ljubljana.
Am 18. Juni 2009 nahm Papst Benedikt XVI. das von Jožef Smej aus Altersgründen vorgebrachte Rücktrittsgesuch vom Amt des Weihbischofs in Maribor an.
Jožef Smej war an wissenschaftlichen Forschungen und literarischen Arbeiten beteiligt. Hauptforschungspunkt war die Kultur- und Literaturgeschichte von Prekmurje und der Sprache in der Region Prekmurje, der Literatur und Autoren von Prekmurje sowie von Politikern wie Miklós Küzmics, István Küzmics, József Klekl. Er hat mehr als 150 Bücher geschrieben. Er galt als exzellenter Kirchenhistoriker. 2016 verlieh ihm der Präsident der Republik Slowenien, Borut Pahor, den Verdienstorden in Gold für sein Lebenswerk und einen reichen Beitrag zur spirituellen nationalen Kultur der Slowenen. Aufgrund seiner Kenntnisse der ungarischen Literatur und der Übersetzung klassischer Romane aus dem 19. und 20. Jahrhundert vom Ungarischen ins Slowenische erhielt er ein Jahr zuvor das Ungarische Verdienstkreuz in Gold. Er war Ehrenbürger von Maribor. Der Dokumentarfilm von David Sipoš namens Kaplja v vedru aus dem Jahr 2016 zeigt sein Leben und Werk.